# Péter Juhász
Péter Juhász (3. srpna 1948 Lučenec – 29. března 2024 Budapešť) byl maďarský fotbalista, levý obránce.

## Fotbalová kariéra
V maďarské lize hrál za Újpesti Dózsa, Tatabányai Bányász a Volán SC Budapest, nastoupil ve 268 ligových utkáních a dal 16 gólů. S Újpesti Dózsa vyhrál sedmkrát maďarskou fotbalovou ligu a třikrát pohár. V Poháru mistrů evropských zemí nastoupil ve 20 utkáních a ve Veletržním poháru nastoupil ve 3 utkáních a dal 1 gól. Za maďarskou reprezentaci nastoupil v letech 1971–1973 ve 24 utkáních a dal 1 gól. Byl členem maďarské reprezentace na Mistrovství Evropy ve fotbale 1972, kde Maďarsko skončilo na 4. místě, nastoupil v semifinálovém utkání. Byl členem maďarské reprezentace na LOH 1972 v Mnichově, nastoupil v 6 utkáních, dal 1 gól a s týmem získal stříbrné medaile.

## Ligová bilance
| Ročník                     | Zápasy | Góly | Klub               |
| -------------------------- | ------ | ---- | ------------------ |
| 1. maďarská liga 1968      | 2      | 0    | Újpesti Dózsa      |
| 1. maďarská liga 1969      | 9      | 1    | Újpesti Dózsa      |
| 1. maďarská liga 1970      | 10     | 0    | Újpesti Dózsa      |
| 1. maďarská liga 1970/1971 | 29     | 0    | Újpesti Dózsa      |
| 1. maďarská liga 1971/1972 | 30     | 0    | Újpesti Dózsa      |
| 1. maďarská liga 1972/1973 | 23     | 3    | Újpesti Dózsa      |
| 1. maďarská liga 1973/1974 | 4      | 0    | Újpesti Dózsa      |
| 1. maďarská liga 1974/1975 | 23     | 0    | Újpesti Dózsa      |
| 1. maďarská liga 1975/1976 | 18     | 0    | Újpesti Dózsa      |
| 1. maďarská liga 1976/1977 | 28     | 4    | Tatabányai Bányász |
| 1. maďarská liga 1977/1978 | 19     | 0    | Tatabányai Bányász |
| 1. maďarská liga 1979/1980 | 21     | 4    | Volán SC Budapest  |
| 1. maďarská liga 1980/1981 | 31     | 2    | Volán SC Budapest  |
| 1. maďarská liga 1981/1982 | 21     | 2    | Volán SC Budapest  |
| CELKEM 1. maďarská liga    | 268    | 16   |                    |